# Kreis Nauen
| Basisdaten                        | Basisdaten                                                |
| --------------------------------- | --------------------------------------------------------- |
| Bezirk der DDR                    | Potsdam                                                   |
| Kreisstadt                        | Nauen                                                     |
| Fläche                            | 894 km² (1989)                                            |
| Einwohner                         | 76.473 (1989)                                             |
| Bevölkerungsdichte                | 86 Einwohner/km² (1989)                                   |
| Kfz-Kennzeichen                   | D und P (1953–1990) DK und DL (1974–1990) NAU (1991–1993) |
|                                   |                                                           |
| Der Kreis Nauen im Bezirk Potsdam |                                                           |

Der Kreis Nauen war eine Verwaltungseinheit im Bezirk Potsdam der DDR. Von 1990 bis 1993 bestand er als Landkreis Nauen im Land Brandenburg fort. Sein Gebiet liegt heute hauptsächlich im Landkreis Havelland in Brandenburg, teilweise auch im Land Berlin (West-Staaken). Sein Verwaltungssitz war die Stadt Nauen.

## Geographie

### Lage
Der Kreis Nauen erstreckte sich westlich von Berlin. Zu ihm gehörten die Nauener Platte und das Havelländische Luch.

### Nachbarkreise
Der Kreis Nauen grenzte im Uhrzeigersinn im Norden beginnend an die Kreise Neuruppin und Oranienburg, an West-Berlin und an die Kreise Potsdam-Land, Brandenburg-Land, Stadtkreis Brandenburg/Havel, Rathenow und Kyritz.

## Geschichte
Der Kreis entstand am 25. Juli 1952 aus Teilen der Landkreise Osthavelland und Westhavelland. 
Am 1. Januar 1956 wechselte die Gemeinde Wutzetz aus dem Kreis Kyritz in den Kreis Nauen und seit dem 1. Januar 1971 bildete das bis dahin zu Falkensee gehörende West-Staaken die Gemeinde Staaken im Kreis Nauen.
Am 17. Mai 1990 wurde der Kreis in Landkreis Nauen umbenannt. Bei der brandenburgischen Kreisreform wurde er am 6. Dezember 1993 mit dem Landkreis Rathenow zum neuen Landkreis Havelland zusammengelegt. Die Verwaltung des neu gebildeten Landkreises nahm ihren Sitz in der Stadt Rathenow.
Landrat
- 1990–1993: Burkhard Schröder (SPD)

## Kreisangehörige Gemeinden und Städte
Aufgeführt sind alle Gemeinden, die dem Kreis Nauen angehörten.
| Berge Bergerdamm Börnicke Brädikow Bredow Brieselang Buchow-Karpzow Dallgow Dyrotz 1 Elstal Etzin | Falkenrehde Falkensee (Stadt) Friesack (Stadt) Groß Behnitz Grünefeld Haage Hertefeld Hoppenrade Ketzin (Stadt) Kienberg Klein Behnitz | Knoblauch Lietzow Markee Nauen (Stadt) Niebede Paaren im Glien Paretz Paulinenaue Pausin Perwenitz Pessin | Priort Retzow Ribbeck Schönwalde Schwanebeck Selbelang Senzke Staaken (ab 1971) Tietzow Tremmen Vietznitz | Wachow Wagenitz Wansdorf Warsow Wernitz Wustermark Wutzetz Zachow Zeestow Zootzen |

Eingemeindungen vor 1990
Dyrotz, am 1. Januar 1958 zu Wustermark
Hertefeld, am 1. Januar 1967 zu Bergerdamm
Knoblauch, am 5. April 1969 zu Ketzin
Paretz, am 1. Januar 1960 zu Ketzin
Niebede, am 1. Juli 1962 zu Wachow
Schwanebeck, am 19. Mai 1974 zu Nauen

## Kfz-Kennzeichen
Den Kraftfahrzeugen (mit Ausnahme der Motorräder) und Anhängern wurden von etwa 1974 bis Ende 1990 dreibuchstabige Unterscheidungszeichen, die mit den Buchstabenpaaren DK und DL begannen, zugewiesen. Die letzte für Motorräder genutzte Kennzeichenserie war DU 20-01 bis DU 40-00.
Anfang 1991 erhielt der Landkreis das Unterscheidungszeichen NAU. Es wurde bis Ende 1993 ausgegeben. Seit dem 4. Januar 2016 ist es im Landkreis Havelland erhältlich.